# École supérieure de journalisme de Lille
Ne doit pas être confondu avec ESJ Paris.
Pour les articles homonymes, voir ESJ.
L'École supérieure de journalisme de Lille ou ESJ Lille, fondée en 1924, est un établissement français de statut associatif d'enseignement supérieur, à Lille et à Nancy. Établissement-composante de l'université de Lille et membre de la Conférence des écoles de journalisme (CEJ), l'ESJ Lille est l'une des plus importantes écoles de journalisme en France, et la plus ancienne des 14 écoles reconnues par la CPNEJ.
L'ESJ Lille a été classée meilleure école de journalisme française en 2016 et 2018 dans le classement des écoles de journalisme réalisé par Le Figaro Étudiant, surpassant de peu l'autre grande référence qu'est le CFJ. Basé essentiellement sur l'avis des recruteurs, ce classement est cependant effectué à titre privé, le Figaro étudiant n'étant pas rattaché à un organisme national.
Le 1er janvier 2022, l'ESJ Lille a rejoint, en tant qu'établissement-composante, la nouvelle « Université de Lille », formée avec les facultés de l'université de Lille, Sciences Po Lille, l'École nationale supérieure d’architecture et de paysage de Lille (ENSAPL), et l'École nationale supérieure des arts et industries textiles (ENSAIT),. C'est le 22 avril 2021 que les conseils d'administration des quatre établissements ont voté en faveur du projet de création de la nouvelle entité.

## Historique

### 1924: fondation au sein de l'Université catholique de Lille
Fondée par le docteur en droit public Paul Verschave (1878-1947) surnommé « le petit père » (bien qu'il ne soit pas curé), la section de journalisme de l'université catholique de Lille est créée le 4 novembre 1924, au 67 boulevard Vauban dans le quartier Vauban-Esquermes. Le projet, porté par l'épiscopat, est de former en trois ans les futurs journalistes de la presse catholique. La création de l'école s'inscrit dans un mouvement plus général de « renaissance littéraire catholique » visant à mobiliser une « armée catholique de la plume ».
Elle se tournera finalement vers la formation de journalistes pour la presse locale, dont le rôle, selon Ivan Chupin, apparaît comme « central pour la diffusion de la propagande politique de l’Église » face à la crainte d'une « offensive laïque ». Elle devient « l'École de journalisme de l'université catholique de Lille » en 1928, puis l'École supérieure de journalisme de Lille en 1934, soit dix ans après sa fondation,.
En 1956, l’école est agréée par la profession en vertu de la Convention collective des journalistes, qui limite à un an le stage professionnel de ses diplômés. En 1960, l'École supérieure de journalisme de Lille devient un établissement privé d’enseignement supérieur technique et est prise en charge par ses anciens élèves qui créent, selon la loi française de 1901, l’Association de l’École supérieure de journalisme de Lille.

### 1969: reconnaissance par l'État et transfert au cœur de Lille
En 1969, l'École supérieure de journalisme de Lille est reconnue par l’État en vertu du décret du 24 avril.
En 1981, l'école s’installe au 50 rue Gauthier-de-Châtillon dans les locaux de l'ancien institut de physique de la faculté des sciences de l'université d'État de Lille avant son transfert à la Cité scientifique de Villeneuve d'Ascq, ensuite utilisés au cours des années 1970 par l'IUT de gestion des entreprises et des administrations. Elle y est toujours. En 1983, le diplôme de l'École supérieure de journalisme de Lille est reconnu par l’État, qui l’autorise à délivrer un diplôme revêtu du visa officiel en vertu de l’arrêté du 18 février 1983.

### 2003: ouverture d'une antenne à Montpellier
En 2003, l'ESJ Lille ouvre une antenne à Montpellier, l'École supérieure de journalisme de Montpellier, après en avoir ouvert une à Paris, destinée à la formation continue et l'alternance dans des locaux de 600 m2 rénovés par la ville. L'inauguration se fera en présence de Georges Frêche, maire de Montpellier, d'Hervé Bourges, président du directoire de l'ESJ Lille et Loïc Hervouet, directeur général de l'ESJ Lille et Christian Tua, directeur de l'antenne de Montpellier.
En 2009, lancement d’une Prépa égalité des chances (Classe préparatoire aux concours des écoles de journalisme ouverte à des jeunes diplômés boursiers de l’enseignement supérieur) et modification des statuts de l’école. Le conseil d’administration de l’ESJ Lille, composé notamment de représentants des milieux professionnels (éditeurs et journalistes) et d’anciens élèves de l’école, s’enrichit de la présence de représentants de l’enseignement supérieur, des collectivités locales, des entreprises régionales.
Les 10, 11 et 12 octobre 2014, l’ESJ Lille a célébré ses 90 ans.
Le 15 octobre 2018, l'ESJ Lille est endeuillée par la mort de Maurice Deleforge, deux jours avant ses 85 ans. Ce professeur de français en fut le directeur des études durant trente-quatre années (la plus grande longévité à ce poste) de 1961 à 1994. Il marqua ainsi plusieurs générations d'étudiants passés par l'école,.

## Enseignement

### Premier cycle

#### Académie ESJ Lille
En 2014, l'ESJ Lille crée l'Académie ESJ Lille, un parcours post bac en partenariat avec l'université de Lille permettant aux étudiants de s’initier aux métiers de la presse et de se préparer aux concours des écoles de journalisme. Chaque année, 165 étudiants sont sélectionnés en licence 1 pour intégrer l'Académie.
Les cours de l’Académie ESJ Lille représentent 220 heures de formation par an à l’École supérieure de journalisme de Lille, soit 10 heures de cours par semaine, répartis sur une journée et demie. Le reste de la semaine, les étudiants suivent les cours de la licence choisie, à l'université de Lille.

#### Licence pro Journaliste sportif
L’ESJ Lille propose une formation d’un an pour devenir journaliste sportif. Ce cursus permet d’obtenir un certificat d’aptitude aux fonctions de journaliste de sport, délivré par l’ESJ Lille et une licence professionnelle attribuée par l’université de Lille. L’objectif de cette filière est de former des journalistes opérationnels, polyvalents, dotés d’une bonne culture sportive et générale, d’une bonne maîtrise de la langue, et d’une fine connaissance du milieu sportif.
Parmi les 14 écoles de journalisme reconnues par la profession, l’École supérieure de journalisme de Lille est la seule à dispenser une formation spécifique pour devenir journaliste sportif.

#### Licence pro Journaliste de proximité
Créée en 1995, la licence PHR (Presse Hebdomadaire Régionale) forme une quinzaine d’étudiants au métier de journaliste localier, avec l'université de Lille.
À la rentrée 2019, la filière devient accessible sur dossier, suivi d’un oral de motivation et de connaissances. Chaque année, les futurs journalistes achèvent leur année de formation par la publication d’un magazine à thème, le PHRases. Il est distribué à toute la profession lors du congrès du SPHR (Syndicat de la PHR) qui cofinance la licence.
Depuis 2011, un accord avec Sciences Po Lille permet d'organiser un concours commun et de délivrer aux étudiants un double diplôme : celui de l'ESJ Lille et celui de Sciences Po Lille.
Les frais de scolarité s'élèvent à 4 500 euros l'année, modulés jusqu'à 1 500 euros en fonction du taux de bourse.
Elle est également dispensée à Nancy, en Meurthe-et-Moselle, en partenariat avec le Groupe EBRA et le quotidien L'Est républicain.

### Deuxième cycle

#### Master généraliste

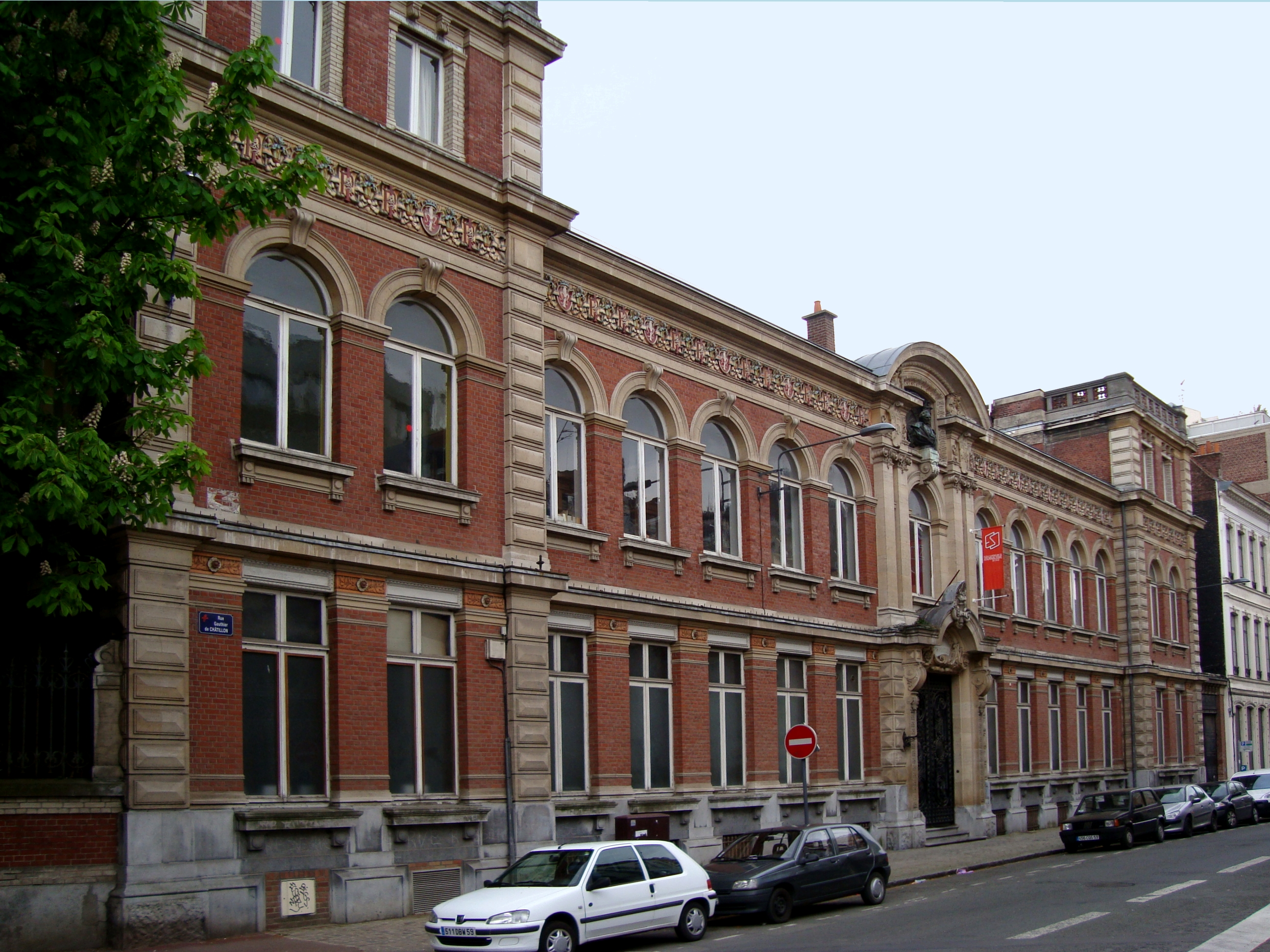
Les locaux de l'école supérieure de journalisme de Lille, installée dans le bâtiment de l'ancien Institut de physique de Lille, en avril 2009.

Les soixante-dix étudiants (dont 10 étudiants étrangers qui passent un concours parallèle, et 10 à 15 étudiants engagés vers la spécialité "Journalisme de science") sont sélectionnés chaque année sur concours d'entrée (oral et écrit) reçoivent pendant deux ans une formation à la radio, la télévision, la presse écrite, au travail d'agence et au métier de journaliste web.
En parallèle, l'ESJ Lille propose deux autres formations :
- Journaliste sportif
- Journaliste de proximité : presse hebdomadaire régionale (PHR).

#### Master 2 Journaliste scientifique
La filière « Journaliste et scientifique » a été créée en 1993 à l’initiative de Patrick Pépin, alors directeur des études de l’ESJ Lille (1991-1999), et Bernard Pourprix, MCF/PR en épistémologie et histoire des sciences à l’université de Lille 1. Elle proposait aux étudiants titulaires au minimum d’un niveau bac+ 4 en sciences exactes, naturelles ou humaines, de se former en un an au métier de journaliste scientifique. Cette filière est désormais (depuis 2022-2023) intégrée en tant que spécialisation à part entière au sein du master généraliste.

#### Master 2 Changement climatique et Médias
L’école a lancé en 2017, en partenariat avec l’université Paris-Saclay, un Master 2 « Appréhender les changements climatiques, environnementaux et sociétaux » en enseignement à distance, afin de former journalistes et communicants aux problématiques du changement climatique.

#### Diplôme d'université (DU) Éducation aux médias et à l’information
L'école lance en 2021, en partenariat avec l'ENS de l’université Paris-Saclay, un diplôme d'université « Éducation aux médias et à l’information » sur 1 an, en formation continue et à distance pour faire face au défi actuel de la compréhension et du décryptage des informations.

### Préparation aux concours

#### Prépa Égalité des chances
En 2009, l'ESJ Lille lance, en partenariat avec le Bondy Blog, une Prépa égalité des chances. Cette classe préparatoire aux concours des écoles de journalisme est ouverte à des jeunes boursiers de l’enseignement supérieur, au minimum en licence 3 l'année de passage des concours. Cela permet une prise en charge intégrale de la préparation et des frais de concours pour ces étudiants, recrutés sur dossier.

## Travaux des étudiants
En 2014, la 89e promotion a réalisé en partenariat avec la Mission centenaire de la Première Guerre mondiale, deux projets : un site web de reportages sur la Première Guerre mondiale et le magazine 14-18, cent ans après sur le même thème.
La 90e promotion a réalisé deux projets, dans le cadre de la Capitale européenne de la culture 2016 : un site web original, 24 heures à Wroclaw, organisé non pas par rubriques traditionnelles mais par tranches horaires, et le magazine Wroclaw, les métamorphoses.
En deuxième année, les étudiants de la spécialisation « presse écrite » ont travaillé en collaboration avec plusieurs magazines pour en réaliser leur propre version (Le Monde 3 sur le modèle du magazine Le Monde 2 en 2005, Le Poing sur Le Point en 2006, L'Équipe B sur L'Équipe magazine en 2007, Les Indestructibles sur Les Inrockuptibles en 2008, VIA sur XXI en 2009, Lêtu sur Têtu en 2010).

### Latitudes
En première année de la filière généraliste, les étudiants réalisaient un journal-école Latitudes consacré à une ville (Marseille en 2005, Berlin en 2006, Londres en 2007, Bruxelles en 2008, Tbilissi en 2009, Istanbul en 2010, Wroclaw en 2014). En 2013, la 88e promotion a réalisé le supplément du journal algérien El Watan.
Depuis 2018, Latitudes est réalisé en deuxième année de la filière généraliste et s'intéresse à des sujets plus larges et variés. En 2019, les étudiants de la 93e promotion ont réalisé un numéro de Latitudes consacré au Brexit.

### Projets personnels
En début de première année de la filière généraliste, les étudiants se voient proposer six projets personnels qu'ils peuvent réaliser seuls ou en groupe tout au long de l'année scolaire:
- La Média'Tech, une lettre d'information qui porte sur les médias et les innovations techniques.
- L'Équipe Explore en lien avec un concours organisé par le quotidien L'Équipe.
- Rompre l'emprise, un site d'informations consacré aux violences conjugales dans les Hauts-de-France.
- Le Traitement de l'Intime, un projet basé sur l'utilisation de la première personne du singulier pour raconter une histoire personnelle.
- Lui Président, un blog hébergé par LeMonde.fr et qui analyse les promesses de campagne du Président de la République.
- Fondation Scelles, un concours de reportages organisé par cette même fondation à destination des étudiants de l'ESJ Lille et portant sur la prostitution.

## Administration

### Direction générale
Pierre Savary à partir de 2013 au poste de directeur. Prédécesseurs : Marc Capelle (2011) Daniel Deloit (2005-2011), Loic Hervouet (1999-2005), Patrick Pépin (1991-1999), André Mouche (1980-1990), Hervé Bourges (1976-1980), Robert Hennart (1948-1976), Paul Verschave (1924-1947).

### Direction des études
Corinne Vanmerris est directrice des études depuis 2013. L'année de M1 est encadrée par Marie Tranchant, les enseignements de télévision sont gérés par Jean-Philippe Goron et Fabien Hembert, ceux du numérique et d'investigation par Damien Brunon, ceux de radio par Pierre Savary et Jean-Philippe Goron, et les spécialités "Journaliste scientifique" et "international" sont gérées par Rafaele Brillaud. L'ESJ Lille a également deux licence Pro spécialisée, l'une en journalisme de Proximité gérée par Laurent Brunel, l'autre en journalisme de sport gérée par Jean-Philippe Goron. Enfin l'Académie ESJ, le pôle de préparation aux concours des formations dites "reconnues par la profession", est piloté par Olivier Aballain.

## Pôle France & international
La direction du pôle “formations France&International” est assurée par Charlotte Ménégaux. Ce pôle organise le recrutement des étudiants étrangers de l'ESJ Lille, pilote plusieurs programmes de formation à l'étranger, anime la classe préparatoire "égalité des chances", développe le master international en management des médias en ligne (en partenariat avec l'IAE de Lille) ainsi que la licence de journalisme multimédia à distance (en partenariat avec l'université de Lille) et pilote la télépréparation au concours des écoles de journalisme.

## Pôle Recherche
Nicolas Kaciaf dirige le pôle recherche. Ce pôle a vocation à fédérer les formations et les laboratoires de recherche en journalisme et en communication actuellement gérés, pour l’essentiel, par l’ESJ et l’IEP de Lille.
Visant la mise en synergie et en visibilité du potentiel lillois, le « pôle recherche » de l’ESJ peut utilement constituer un lieu de rencontres, d’échange, et de collaboration, d’une part, entre chercheurs qui travaillent sur des mêmes questions sans se rencontrer, et d’autre part, mettant ainsi à profit le réseau professionnel dont dispose l’ESJ, entre chercheurs et journalistes.
Le pôle veille au développement de la revue Les Cahiers du journalisme, revue de recherche coéditée par l'ESJ Lille et l'Université Laval (Québec).

## Éducation aux médias
Depuis 2017, l’ESJ Lille organise les "Rencontres de l’éducation aux médias". Une journée durant laquelle professionnels de l’information et de l’enseignement se réunissent autour de conférences et tables rondes pour aborder ces thématiques.
Les deux premières éditions ont abordé notamment les théories du complot, la place des réseaux sociaux, la presse jeunesse ou encore les fausses informations.
En 2018, l’événement était organisé autour de la thématique "Comment les jeunes s’informent-ils ?" en partenariat avec le CLEMI de Lille et Le Monde. Plus de 200 collégiens et lycéens de la région ont participé à des ateliers autour de l’éducation aux médias ou de la fabrication de l’information.

## Mesures contre le harcèlement dans les écoles de journalisme
En février 2019, le site web de Libération révèle l’existence de la Ligue du lol un groupe Facebook accusé de cyber-harcèlement. L’ESJ Lille est directement citée : un ancien élève, est à l’origine du groupe, même s’il n’était plus à l’école au moment de sa création.
Cette affaire ouvre la parole sur les faits de harcèlements et agressions dans les écoles de journalisme.
Peu après, l’école ouvre une enquête interne après des chants homophobes d’étudiants dans un bus les menant au tournoi de foot inter-écoles de journalisme.
Quelques semaines plus tard, l’école annonce une série de mesures pour lutter contre ces agissements (une charte à signer, une boîte mail anonyme, un référent hors direction des études…).

## Anciens élèves

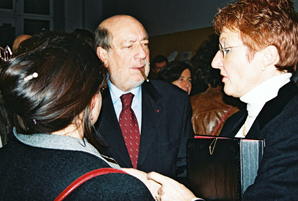
Hervé Bourges, journaliste et dirigeant de chaîne de radio et de télévision.
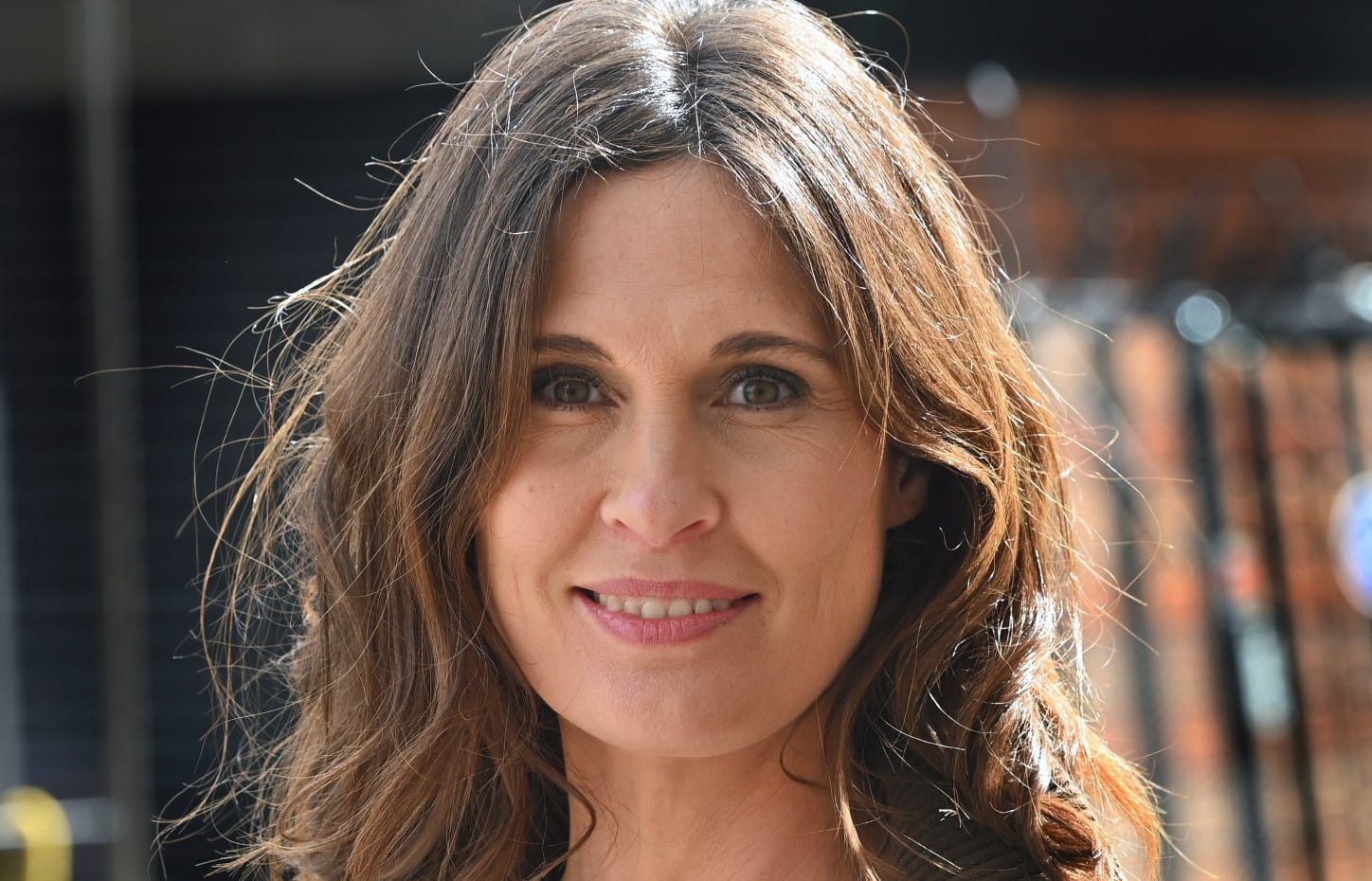
Dominique Lagrou-Sempère, journaliste.
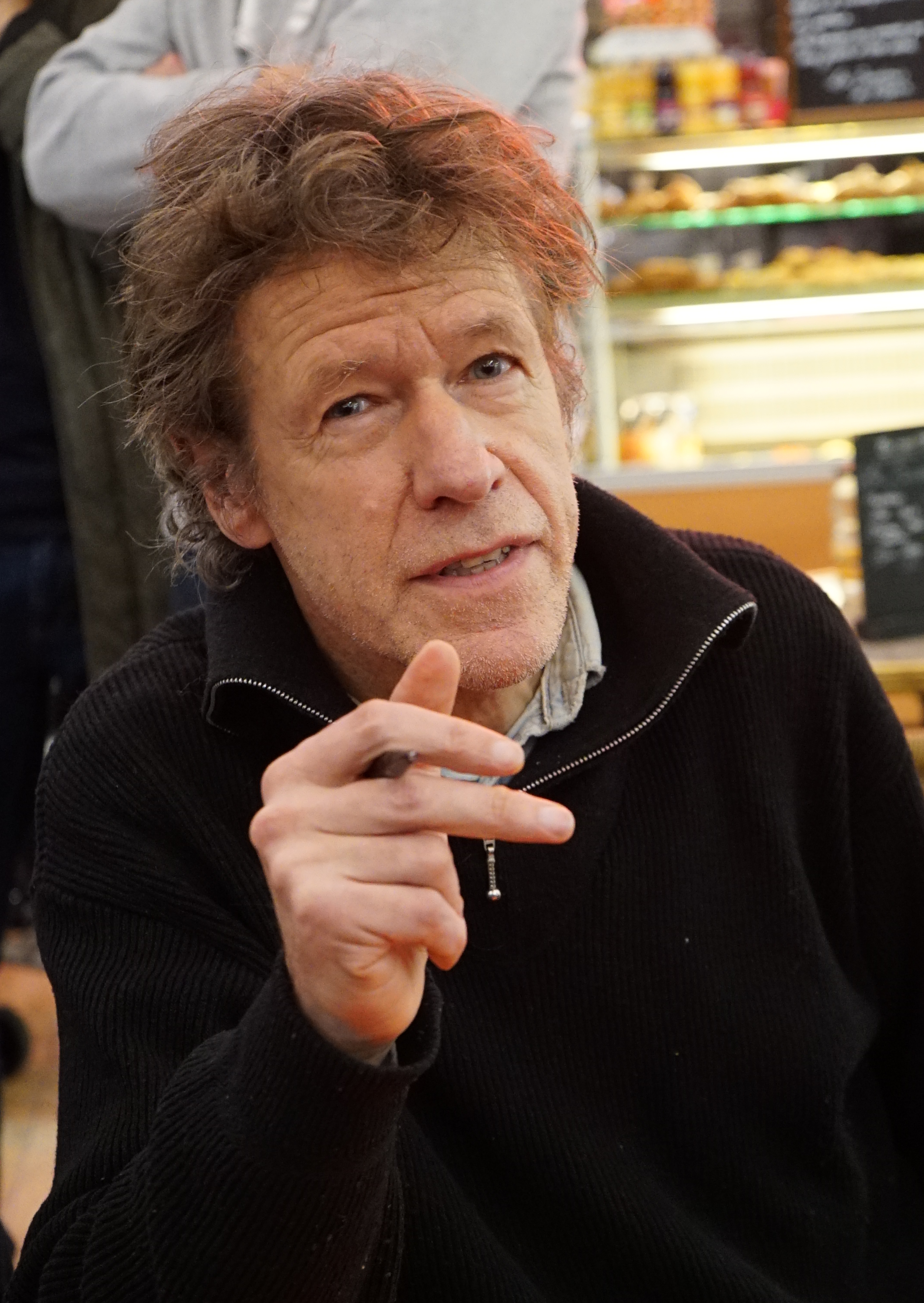
Tronchet, auteur de bandes dessinées et journaliste.
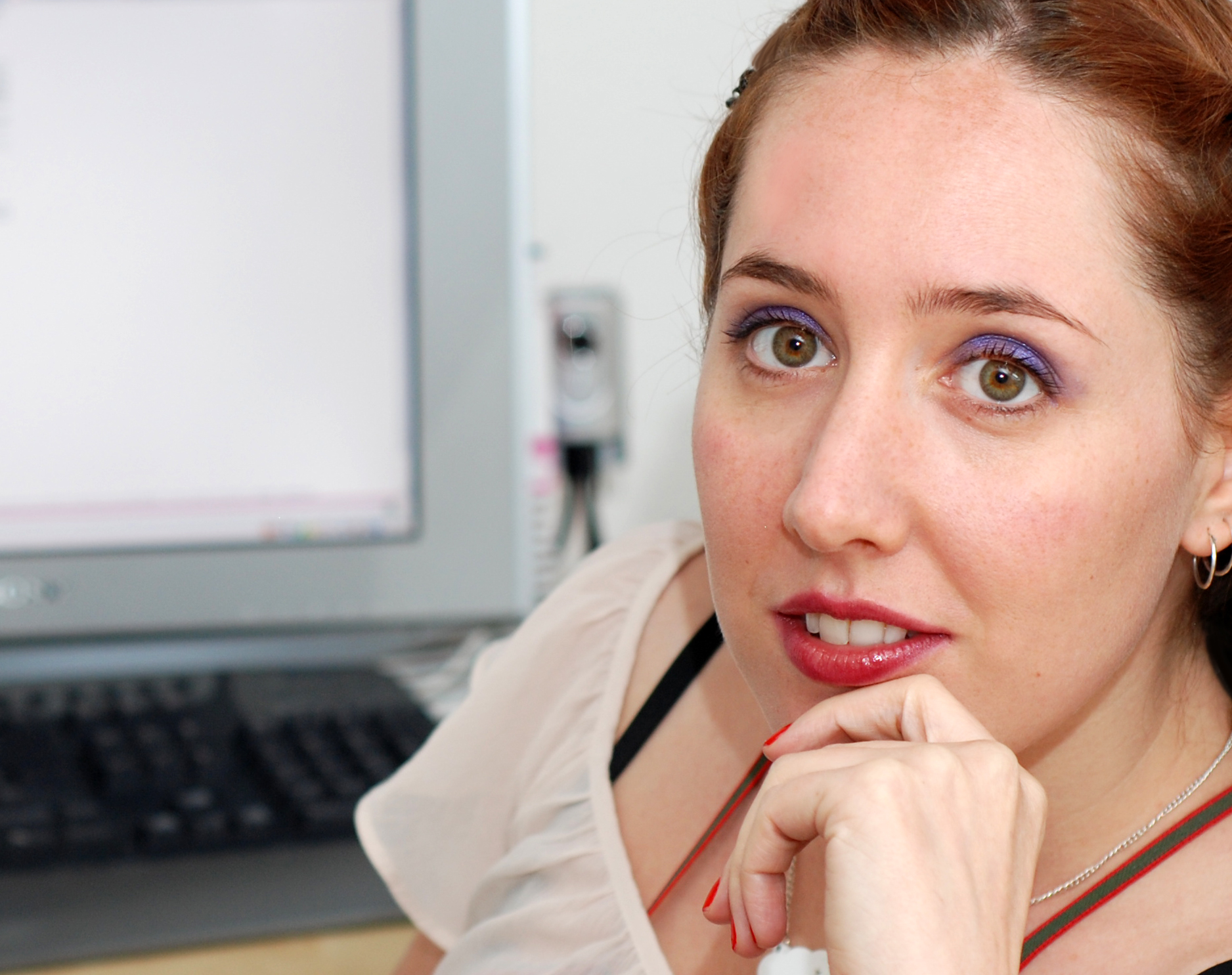
Maïa Mazaurette, journaliste.
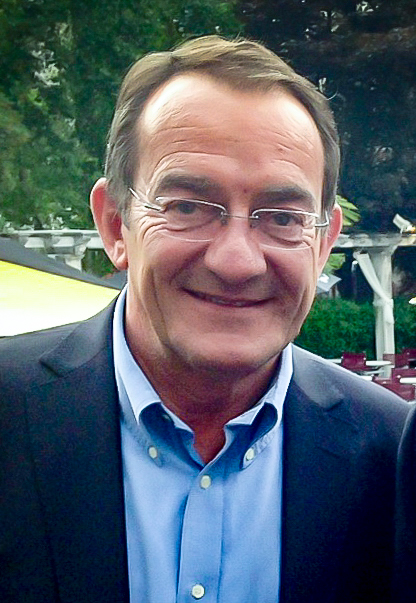
Jean-Pierre Pernaut, journaliste et présentateur
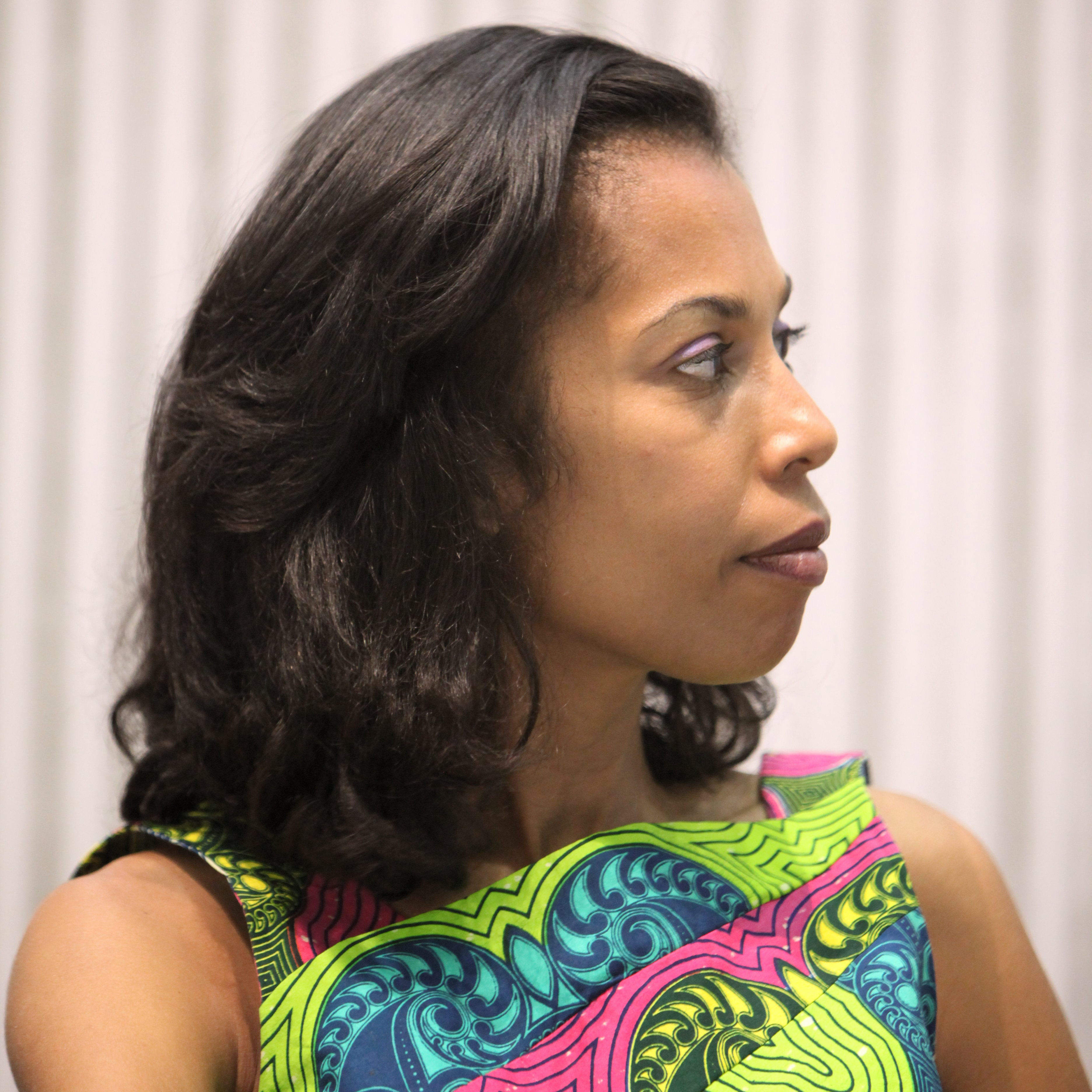
Élizabeth Tchoungui, journaliste.
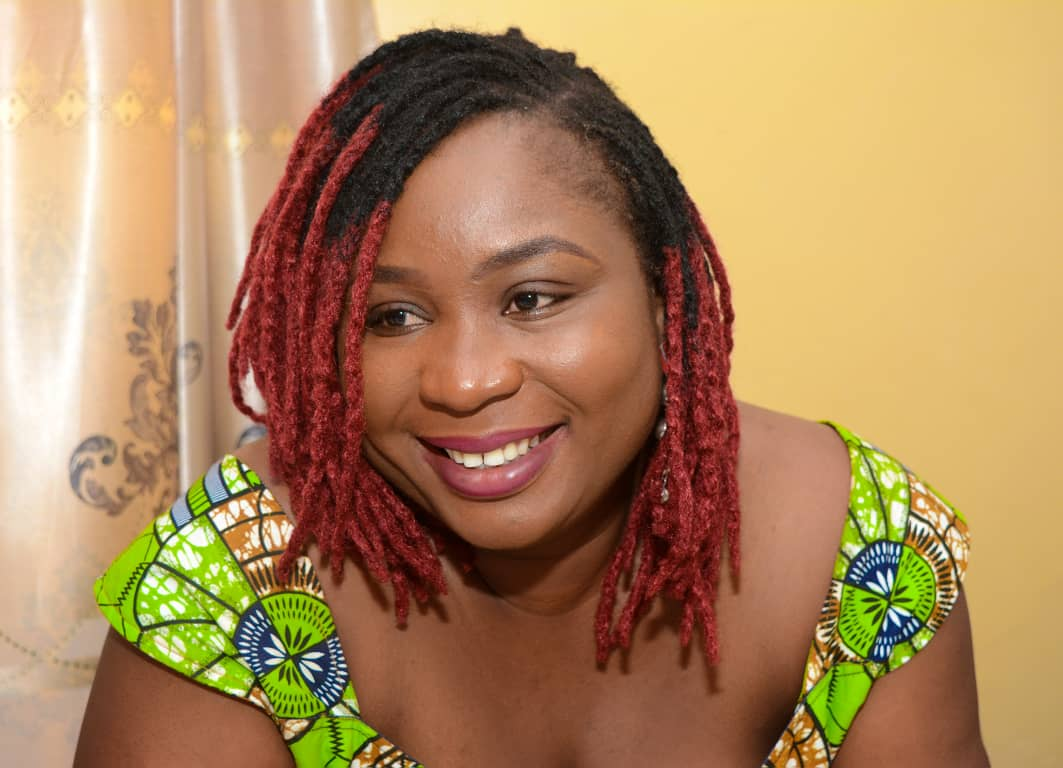
Marthe Fare, auteure, romancière et journaliste togolaise.
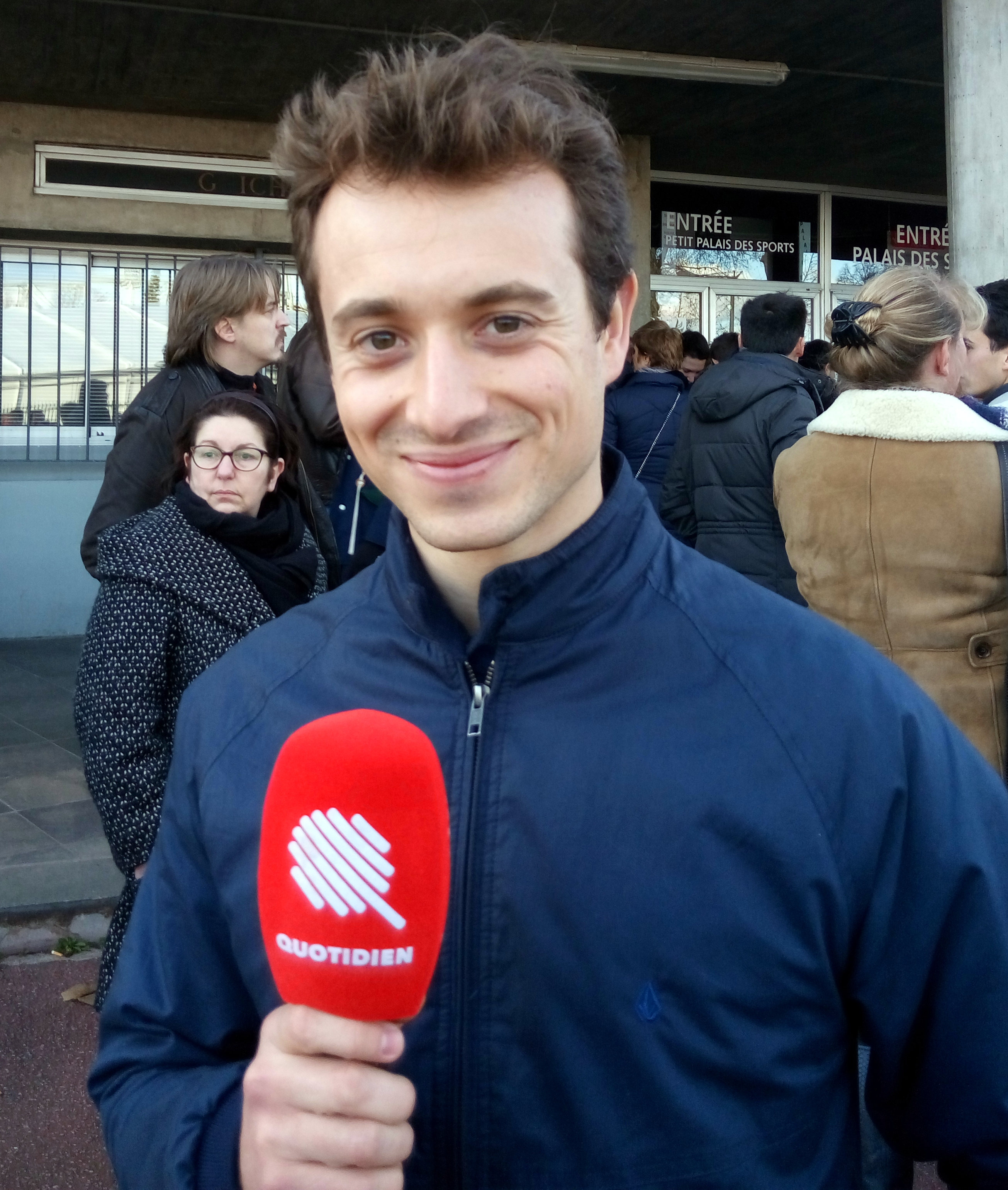
Hugo Clément, journaliste.

- Garance Pardigon, journaliste TF1

- Chantal Magalie Mbazoo Kassa, poétesse et romancière gabonaise d'expression française.
- Loïc de La Mornais, journaliste France 2
- Laurent Obertone, ancien journaliste, auteur.
- Anne-Claire Coudray, journaliste TF1
- Frédéric Vion, journaliste France 2

## Bourses
Tout au long de leur cursus, les étudiants de l'ESJ Lille et des autres écoles de journalisme reconnues par la profession peuvent participer à des bourses (concours) dans leur spécialité, proposés par différents médias. Les lauréats sont généralement récompensés par un CDD de deux mois à un an dans le média organisateur de la bourse.
(Liste non exhaustive des vainqueurs des dix dernières années)

### Radio
| Année | Nom                   | Bourse                | Média        |
| ----- | --------------------- | --------------------- | ------------ |
| 2018  | Charlotte Baris       | Jean-Baptiste Dumas   | RTL          |
| 2018  | Claudia Bertram       | Lauga-Delmas          | Europe 1     |
| 2016  | Marc Bertrand         | Tremplin Radio France | Radio France |
| 2014  | François Geffrier     | Lauga-Delmas          | Europe 1     |
| 2014  | Aude Villiers-Moriame | Lescaut               | RFI          |
| 2013  | Géraldine Ruiz        | Lauga-Delmas          | Europe 1     |
| 2012  | Rosalie Lafarge       | Tremplin Radio France | Radio France |
| 2011  | Cindy Hubert          | Jean-Baptiste Dumas   | RTL          |

### Télévision
| Année | Nom                  | Bourse          | Média              |
| ----- | -------------------- | --------------- | ------------------ |
| 2019  | Martin Lavielle      | Jean d'Arcy     | France Télévisions |
| 2019  | François Cesari      | Jacques Goddet  | La chaîne L'Équipe |
| 2019  | Quentin Trigodet     | Défi BFM TV     | BFM TV             |
| 2017  | Victoria Rouxel      | Jean d'Arcy     | France Télévisions |
| 2017  | Clémence Bragard     | Patrick Bourrat | TF1                |
| 2017  | Célia Genest         | Défi BFM TV     | BFM TV             |
| 2016  | Michaël Guiheux      | Jean d'Arcy     | France Télévisions |
| 2016  | Aliénor Carrière     | Graines de doc  | TSVP               |
| 2016  | Thibault Saingeorgie | Canal + Sport   | Canal +            |
| 2016  | Eléonore Vanel       | Patrick Bourrat | LCI                |
| 2014  | Quentin Fichet       | Patrick Bourrat | TF1                |
| 2014  | Hortense Gérard      | Patrick Bourrat | TF1                |
| 2013  | Matthieu Boisseau    | Jean d'Arcy     | France Télévisions |
| 2012  | Hugo Clément         | Jean d'Arcy     | France Télévisions |

### Presse écrite, web et agence
| Année | Nom              | Bourse     | Média      |
| ----- | ---------------- | ---------- | ---------- |
| 2017  | Mathilde Goupil  | Franceinfo | Franceinfo |
| 2017  | Alexis Magnaval  | Franceinfo | Franceinfo |
| 2016  | Juliette Duclos  | Franceinfo | Franceinfo |
| 2016  | Pierre Lecornu   | Franceinfo | Franceinfo |
| 2014  | Anne Lec'hvien   | AFP        | AFP        |
| 2012  | Camille Bouissou | AFP        | AFP        |

Corentin Dautreppe, Clément Parrot et Maxime Vaudano, étudiants de la 87e promotion, ont remporté le prix Google/Sciences Po Paris de l'innovation dans les médias en 2013. Ils ont été récompensés pour leur blog de fact-checking Lui Président, qui vérifiait le suivi des promesses de François Hollande, élu président de la République en 2012.